# 格莉姆克撞击坑
格莉姆克（英語：Grimke）是一个金星上的撞击坑，位于北纬17.2度、东经215.3度，直径34.8公里，被命名为萨拉·格莉姆克。